# Сражение при Сен-Кантене (1871)
Сражение при Сен-Кантене (нем. Schlacht bei Saint-Quentin (1871)) — одно из последних сражений франко-прусской войны. 19 января 1871 года прусские войска разгромили французскую Северную армию, пытавшуюся прорвать осаду Парижа.

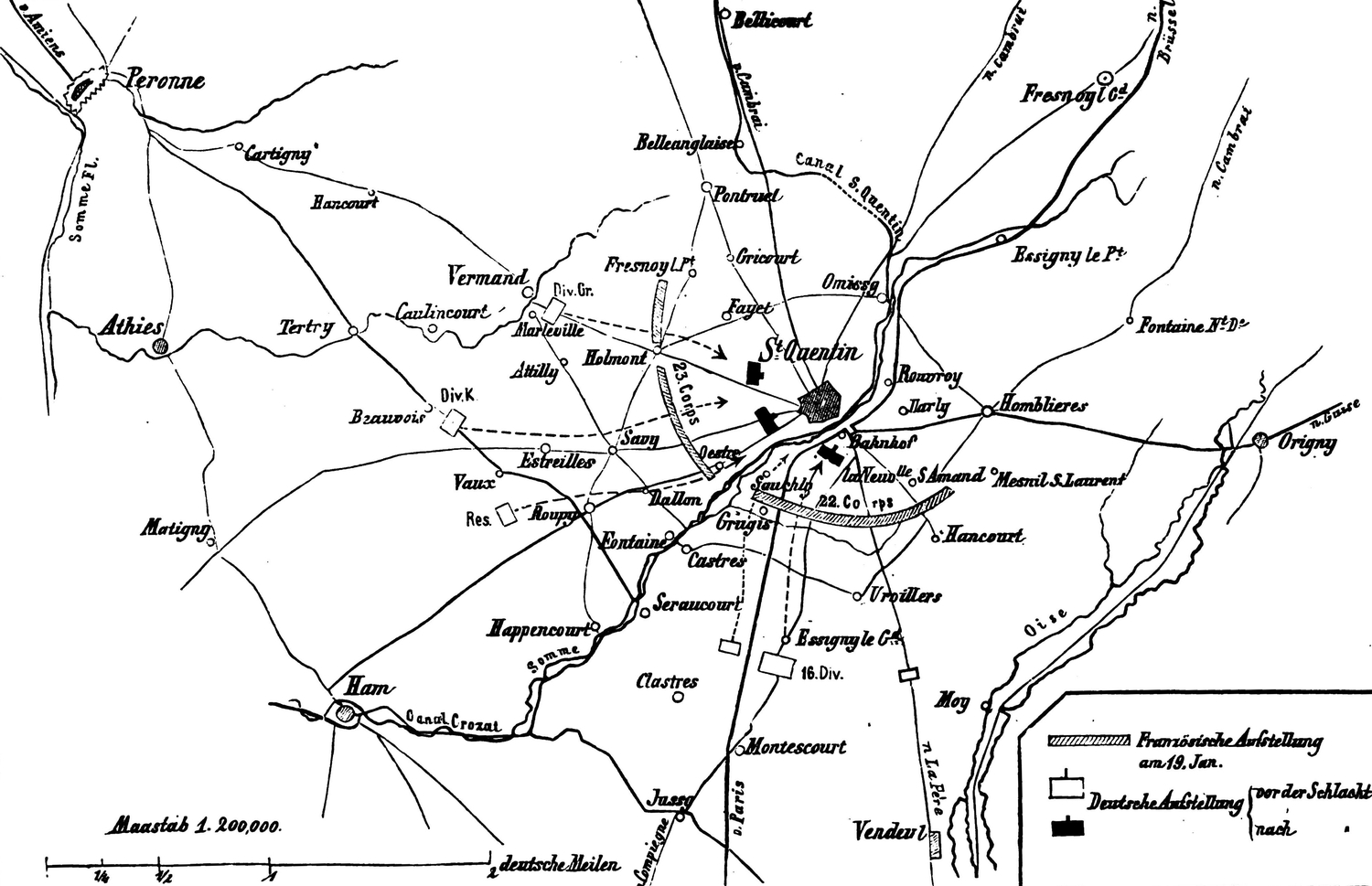
План сражения при Сен-Кантене

Пока основные силы прусской армии осаждали французскую столицу, 1-армия генерала Августа Карла фон Гёбена была отправлена на перехват французских войск генерала Луи Леона Сезара Федерба, расположенных на севере. После того, как первоначальное столкновение переросло в битву при Бапоме (3 января 1871 г.), французы планировали еще одну попытку снять осаду.
16 января французские колонны выступили из Камбре, чтобы занять Сен-Кантен. Гёбен обнаружил, что Федерб движется на восток, и решил перехватить его, сосредоточив свои силы между Перонном и Амом. В распоряжении Гёбена были 4 пехотные и одна кавалерийская дивизия, а также саксонская бригада, посланная ему фон Мольтке. Гёбен прибыл раньше противника и застал его врасплох. Федербу ничего не оставалось, как отступить к Сен-Кантену, чтобы дать там бой. Французская армия страдала от дождя и грязи и потеряла боевой дух. Федерб был вынужден послать жандармов, чтобы вернуть дезертиров, не желающих сражаться.
Туманным утром 19 января немцы двинулись по обоим берегам Соммы к Сен-Кантену. 16-я и 3-я резервная немецкие дивизии атаковали 22-й французский корпус, защищавший на левом берегу Соммы холмы южнее города, в то время как 15-я дивизия на северо-западе атаковала 23-й французский корпус. Правое крыло атакующих прикрывала 12-я кавалерийская дивизия. Когда первая атака была отражена, Гёбен сделал неожиданный выбор: вместо усиления левого фланга он направил подкрепления на правый. К вечеру оборона была подавлена, и французский 23-й корпус был вынужден отступить к предместью Сен-Мартен. Тем временем 22-й корпус также потерпел поражение и стал отступать через Сомму.
Первоначально французы намереваясь сопротивляться до конца на улицах Сен-Кантена, но позже французский командующий приказал войскам отступить, что произошло на следующее утро. Отступление происходило на север в сторону Камбре и прикрывалось артиллерией. Пруссаки из-за потери управления не смогли преследовать противника. 
После сражения и отступления Северная армия уже не представляла серьезной угрозы для немецкого руководства. Потери составили почти треть численности, включая особенно большое количество пленных. Сен-Кантен стал последней попыткой французов прорвать прусскую осаду Парижа. В день сражения генерал Луи-Жюль Трошю, начальник парижского гарнизона, отдал приказ о вылазке на Версаль, которая также закончилась неудачей.